# Серболужицкий институт
Серболужицкий институт (в.-луж. Serbski institut, нем. Sorbisches Institut) — наименование научного учреждения, находящегося в городе Баутцен, Германия. Занимается изучением лужицких языков и исследованиями по истории, культуре и общественной жизни лужичан. Институт собирает и архивирует материалы, посвящённые сорабистике и предоставляет их для публичного изучения и распространения лужицкой культуры.

## История
Институт был создан в 1992 году на основе Института серболужицкого народоведения (в.-луж. Institut za serbski ludospyt), который был создан 1 мая 1951 года в Баутцене по инициативе лужицкого профессора Павола Новотного. 1 августа 1952 года Институт серболужицкого народоведения вошёл в состав Немецкой академии (с 1972 года — Академия наук ГДР).
Администрация Серболужицкого института располагается в Баутцене. В Котбусе находится филиал научного учреждения. Штатное расписание состоит из 15 должностей научных сотрудников и 11 должностей научно-технического и административного персонала. Сотрудники Серболужицкого института преподают в различных высших учебных заведениях в Германии и за рубежом. Институт сотрудничает с Институтом сорабистики Лейпцигского университета.
В Сербском институте действует Серболужицкая центральная библиотека и Сербский архив.
Сербский институт издаёт с 1952 года две научные книжные серии, научное периодическое издание «Lětopis», который в настоящее время выходит два раза в год, а также издание «Schriften des sorbischen Instituts/Spisy serbskeho instituta» (до 2012 года вышло 56 томов).
В настоящее время директором Сербского института является лужицкий профессор Гауке Бартольс (с 2016 года).

## Директора
- Павол Новотный (1951—1977);
- Мерчин Каспер (1977—1990);
- Гельмут Фаска (1990—1992);
- Дитрих Шолта (1992—2014);
- Гауке Бартельс (с 2018 года).